# Mostar Sevdah Reunion
Mostar Sevdah Reunion je glazbeni sastav iz Mostara, Bosna i Hercegovina, čiji se glazbeni izričaj gotovo u cijelosti sastoji od sevdaha u modernim aranžmanima. Možda je najbolji opis glazbe Mostar Sevdah Reuniona "Balkanski blues". Sastav čine Mišo Petrović (gitara), Sandi Duraković (gitara), Nermin Alukić (vokal),Vanja Radoja (violina), Marko Jakovljević (bas), Gabrijel Prusina (glasovir) i Senad Trnovac (bubnjevi).
Najveći su bosanskohercegovački i mostarski kulturni veleposlanici. Pioniri su sevdaha 21. stoljeća. Jedinstvena su stila izvođenja te kombinacijom izvornih sevdalinki s jazz, blues, soul i etno glazbenim elementima, spajaju sevdalijsku elegiju s balkanskim i romskim furioznim standardima.

## Povijest
Idejni začetnik sastava je Dragi Šestić- producent i menadžer sastava. Prvi album je snimljen u Centru Pavarotti u Mostaru i izdan je 1999. godine za izdavačku kuću World Connection iz Nizozemske. Slijedi suradnja sa Šabanom Bajramovićem i izdavanje drugog albuma 2001. Nakon suradnje sa Šabanom Bajramovićem,  Dragi Šestić pokreće izdavačku kuću Snail Records, 2002 godine i otkriva Ljiljanu Buttler i snima dva albuma (The Mother of Gypsy Soul i The legends of Life). Između dva albuma s Ljiljanom Buttler, snimljen je album A Secret Gate. 2006 izlazi ponovo album sa Šabanom Bajramovićem, a 2007 Cafe Sevdah kojim je sastav prezentirao najnovije pjevačko otkrovenje -Nermina Alukića Čerkeza.
2013. izlazi najnoviji album "Tales From A Forgotten City" gdje sastav u potpunosti kreira konceptualni pristup prezentacije Mostara kroz vjekove.

## Diskografija
1. Mostar Sevdah Reunion: "Mostar Sevdah Reunion" (1999.),
2. Mostar Sevdah Reunion presents Šaban Bajramović: "A Gypsy legend" (2001.),
3. Mostar Sevdah Reunion and Ljiljana Buttler: "The Mother of Gypsy Soul" (Snail Records, 2002.),
4. Mostar Sevdah Reunion: "A Secret Gate" (Snail Records, 2003.),
5. Mostar Sevdah Reunion and Ljiljana Buttler: "The legends of life" (Snail Records, 2005.),
6. Mostar Sevdah Reunion: "Saban" (Snail Records, 2006.),
7. Mostar Sevdah Reunion: "Cafe Sevdah" (2007.),
8. Mostar Sevdah Reunion and Ljiljana Buttler "Frozen Roses" (Snail Records, 2010.),
9. Mostar Sevdah Reunion: "Tales From A Forgotten City" (Snail Records, 2013.),
10. Mostar Sevdah Reunion: "Kings Of Sevdah" (Snail Records, 2016.),
11. Mostar Sevdah Reunion presents Sreta  "The Balkan Autumn" (Snail Records, 2018.),
12. Mostar Sevdah Reunion:  "Lady SIngs The Balkan Blues" (Snail Records, 2022.)
13. Mostar Sevdah Reunion:  "Live in Sarajevo" (Snail Records, 2023.)
14. Mostar Sevdah Reunion:  "Bosa Mara" (Snail Records, 2024.)

## Filmovi
- Mostar Sevdah Reunion - Pjer Žalica 2000.,
- The Bridge Of Bosnian Blues - Mostar Sevdah Reunion - bu Mira Erdevicki (BBC) 2005.
- Tales From A Forgotten City -Mostar Sevdah Reunion - by Amir Grabus 2013.

## Mostar Sevdah Reunion na Internetu
- Službena stranica na engleskom jeziku
- Mostar Sevdah Reunion na MySpace
- Mostar Sevdah Reunion -Izdavačka kuća
- Službena Facebook stranica - Mostar Sevdah Reunion